# Kirche Warnemünde

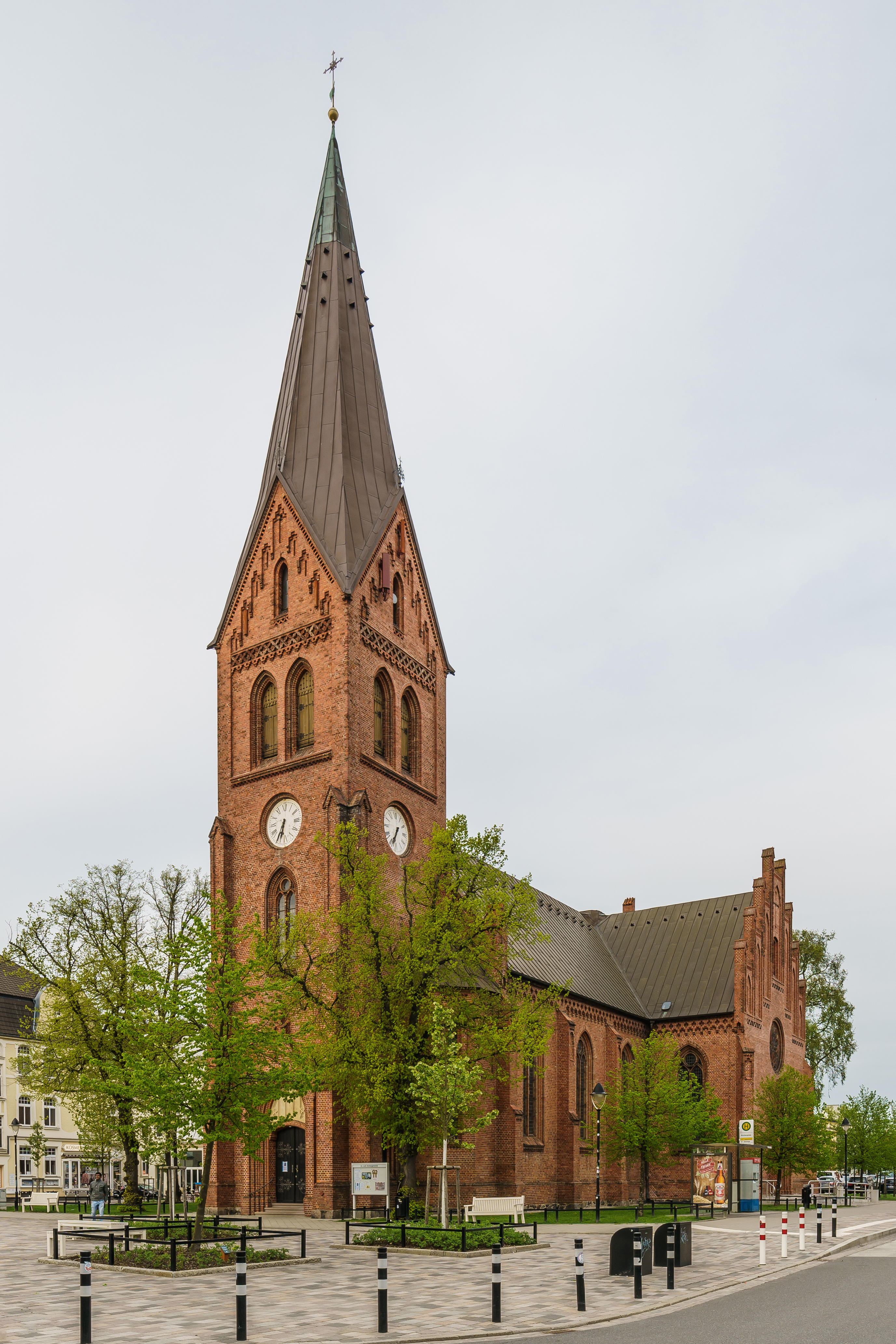
Kirche Warnemünde von Südwesten

Die Kirche Warnemünde ist ein neogotischer Backsteinbau im zur Hansestadt Rostock gehörenden Ortsteil Warnemünde. Sie wurde von 1866 bis 1871 erbaut und ist die Kirche der Kirchengemeinde Warnemünde in der Propstei Rostock im Kirchenkreis Mecklenburg der Evangelisch-Lutherischen Kirche in Norddeutschland.

## Geschichte

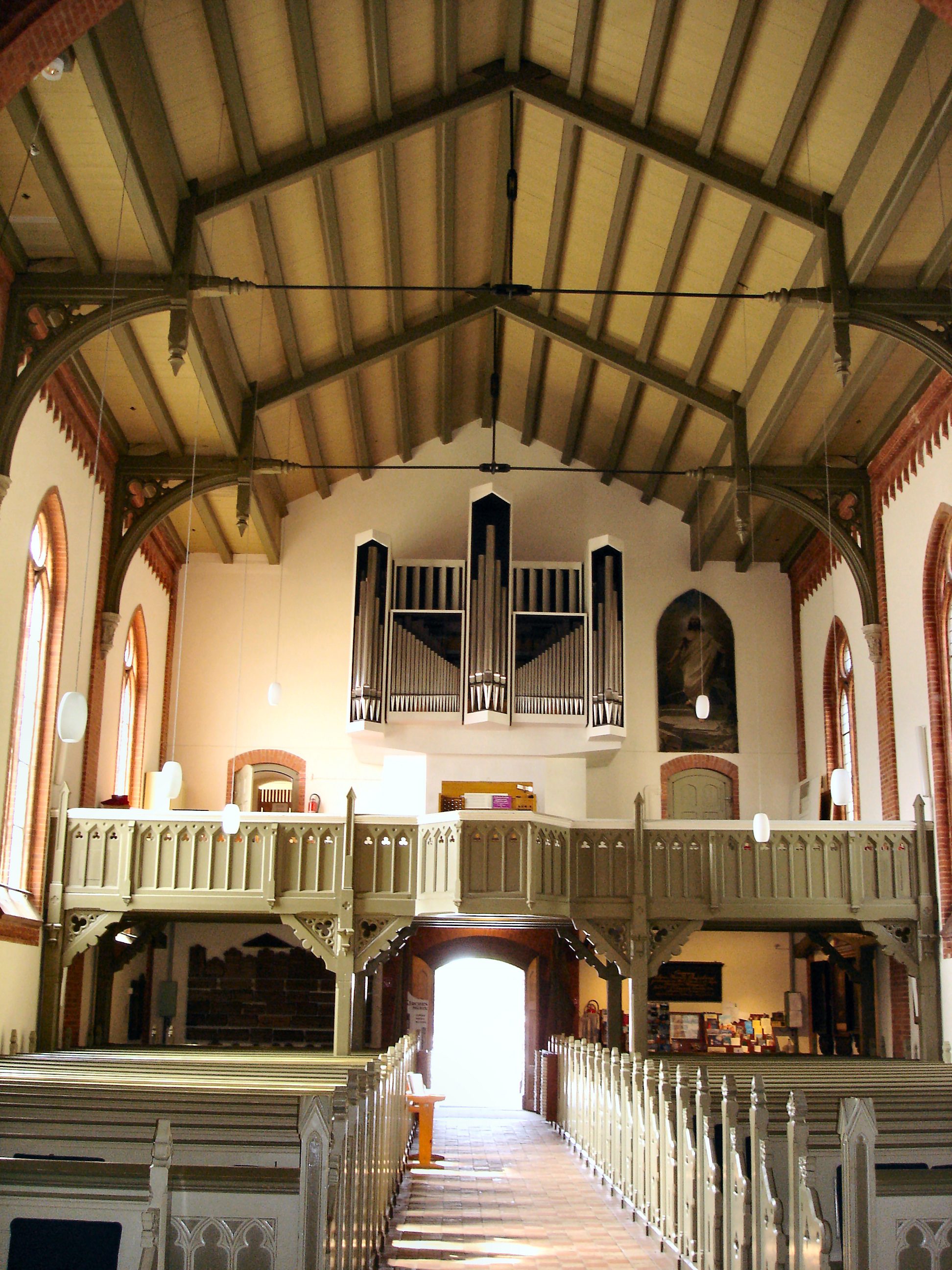
Kirchenschiff, Westempore mit Orgel

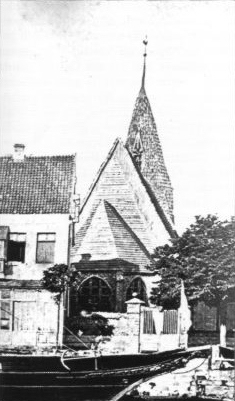
Vorgängerkirche, 1872 abgerissen

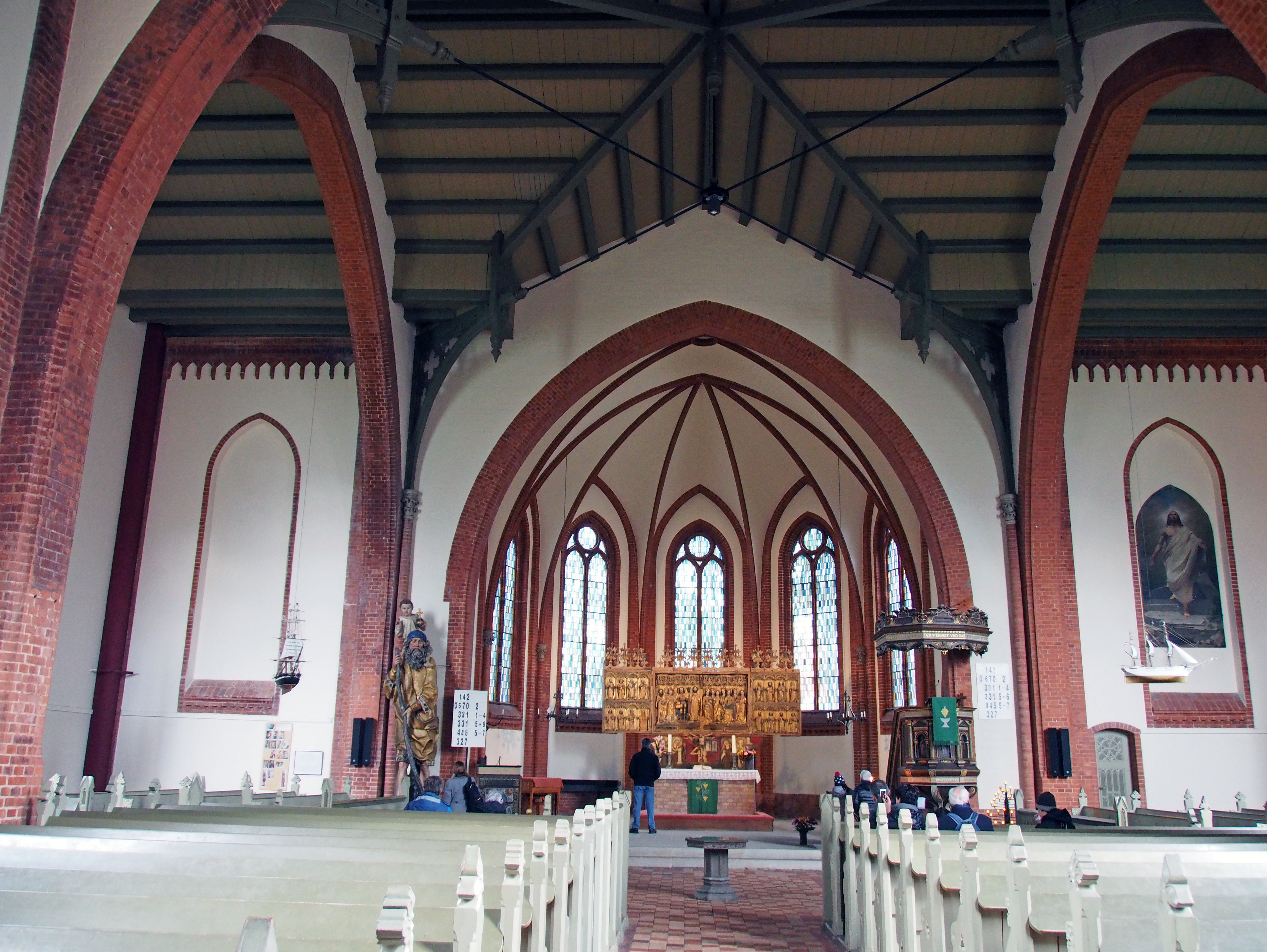
Langhaus mit Altar und Kanzel

Bereits im 13. Jahrhundert ist eine Kirche im Fischerdorf Warnemünde belegt. Während kriegerischer Auseinandersetzungen, die zwischen der Stadt Rostock und Heinrich II. in Gemeinschaft mit dem dänischen König Erik VI. in Warnemünde ausgetragen wurden, zerstörte man im März 1312 die Kirche in Warnemünde und den Turm der Petrikirche in Rostock zur Gewinnung von Baumaterialien für ein Bollwerk mit steinernem Turm. Die Rostocker verloren diesen Krieg im Dezember 1312 und mussten die Oberhoheit der Herzöge und des dänischen Königs anerkennen und sich verpflichten, eine neue hölzerne Kirche in Warnemünde zu bauen. Es ist nicht belegt, ob dieser Nachfolgebau bei der neuerlichen Auseinandersetzung des Rostocker Rates mit den Truppen der Herzogin Katharina von Mecklenburg im Jahre 1430 zerstört wurde, erscheint aber möglich. Während dieser Kriegshandlungen beschränkten sich die herzoglichen Truppen auf die Zerstörung Warnemündes, da die gut befestigte Stadt Rostock keinen Kriegserfolg versprach.
Die heutige Kirche wurde von 1866 bis 1871 von dem Schweriner Architekten und Baurat Theodor Krüger (Entwurf) und dem Rostocker Wilhelm Wachenhusen (Bauleitung) im neogotischen Stil erbaut. Grund für den Neubau waren das immense Wachstum des Ortes sowie der schlechte Bauzustand und die für die Ortsentwicklung des aufstrebenden Seebades ungünstige Lage der alten Kirche.
Der Bauplatz wurde am damaligen westlichen Ortsrand gewählt. Der Grundriss der neuen Kirche ist kreuzförmig angelegt. Ursprünglich waren für die Giebel des Querschiffs je drei schmale Spitzbogenfenster geplant, auf Wunsch des Bauherrn und Patronatsherrn Großherzog Friedrich Franz II. sollte aber jeweils ein einzelnes größeres Fenster eingebaut werden. Man entschied sich dann für den Einbau von Rosetten. Im Sommer 1872 wurde der alte Kirchbau abgerissen.
Die Steine wurden gebrochen und bei der Befestigung des südlichen Abschnitts der Alexandrinenstraße verwendet. Vor dem Abriss wurde der gotische Flügelaltar in die neue Kirche verbracht und hinter dem neuen Altar, später in der Sakristei aufgestellt. In die neue Kirche wurden weiterhin einige alte Kirchenbänke und Schnitzwerk übernommen. Die Kanzel und der Taufengel wurden dem Rostocker Museum übergeben.
Der erste Gottesdienst fand am 1. Oktober 1871 statt.
Während der DDR-Zeit konnten nur wenige Sanierungsarbeiten an der Kirche durchgeführt werden. Nach der politischen Wende konnten unter schwierigen finanziellen Bedingungen umfangreiche Sanierungen an Dach und Fassade durchgeführt werden. Es fanden sich aktive Unterstützer, die im Oktober 2001 einen Förderverein gründeten. Dieser unterstützt die Kirchgemeinde bei den notwendigen Sanierungsarbeiten. Bisher konnten einige wichtige Vorhaben, wie die Schaffung eines barrierefreien Eingangs, der Einbau einer Toilette, Innenanstrich, Reparatur und Neuanlage von Trauf-Pflasterstreifen rund um die Kirche, die Reparatur aller Schallluken, die Restaurierung der Christophorus-Figur und des Altars sowie die Neugestaltung des Kirchenumfelds realisiert werden.

## Ausstattung

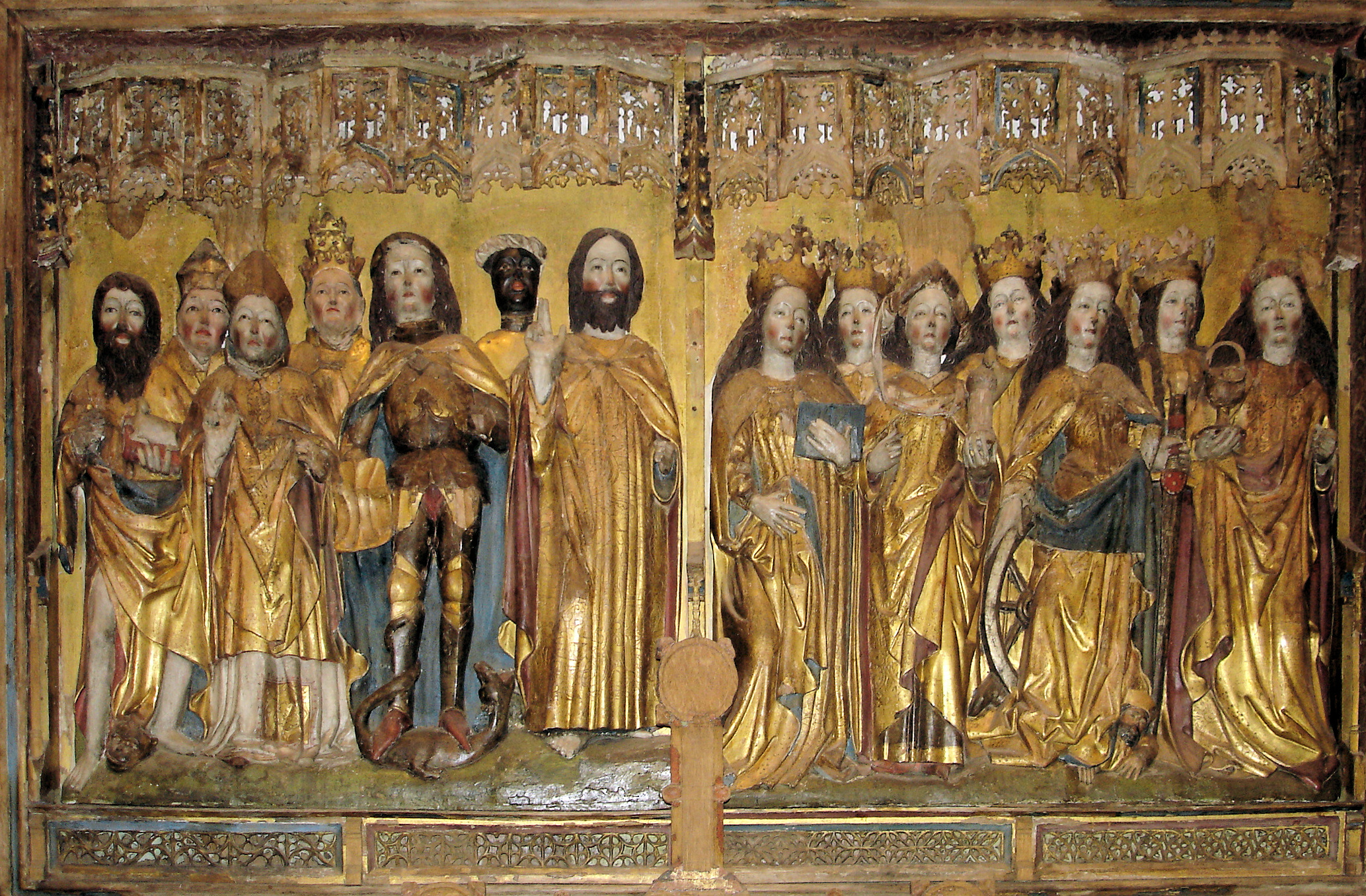
Mittelschrein des Altars

### Altar
Der gotische Schnitzaltar ist als Triptychon ausgeführt. Er wurde 1475 von einem Danziger Meister geschaffen. Im Mittelteil stehen hinter- und nebeneinander verschiedene Figuren, die durch eine Mittelsäule getrennt sind – auf der linken Seite sieben männliche, auf der rechten Seite sieben weibliche Figuren. Links in der vorderen Reihe der segnende Christus, der heilige Georg, Nikolaus und Johannes, der Täufer. Dahinter der heilige Mauritius als Mohr, Papst Gregor und ein Bischof. Auf der rechten Seite vorn Maria, Maria Magdalena mit der Salbenbüchse oder die heilige Barbara mit dem Turm, die heilige Katarina und Dorothea. Dahinter stehend drei Heilige, darunter die heilige Agnes mit dem Lamm. Im linken Flügel des Altars werden sieben Apostel und der heilige Stephanus mit drei Steinen im Arm dargestellt, oben Petrus, Andreas, Johannes und Bartholomäus. Im rechten Flügel die Apostel Paulus, Jakobus d. Ä. als Pilger und Judas Thaddäus mit der Keule; oben zwei weibliche Heilige, darunter die heilige Elisabeth. Auf der Rückseite der Flügel befinden sich Gemälde mit den Darstellungen des Apostel Paulus, der heiligen Katharina und der heilige Nikolaus, dem heiligen Georg, der heiligen Dorothea und einem König mit Becher und Hellebarde. Die Predella schmückt ein Gemälde mit fünf gemalten Halbfiguren: Christus, die heilige Elisabeth, Maria Magdalena, Agnes und Barbara mit Kelch.

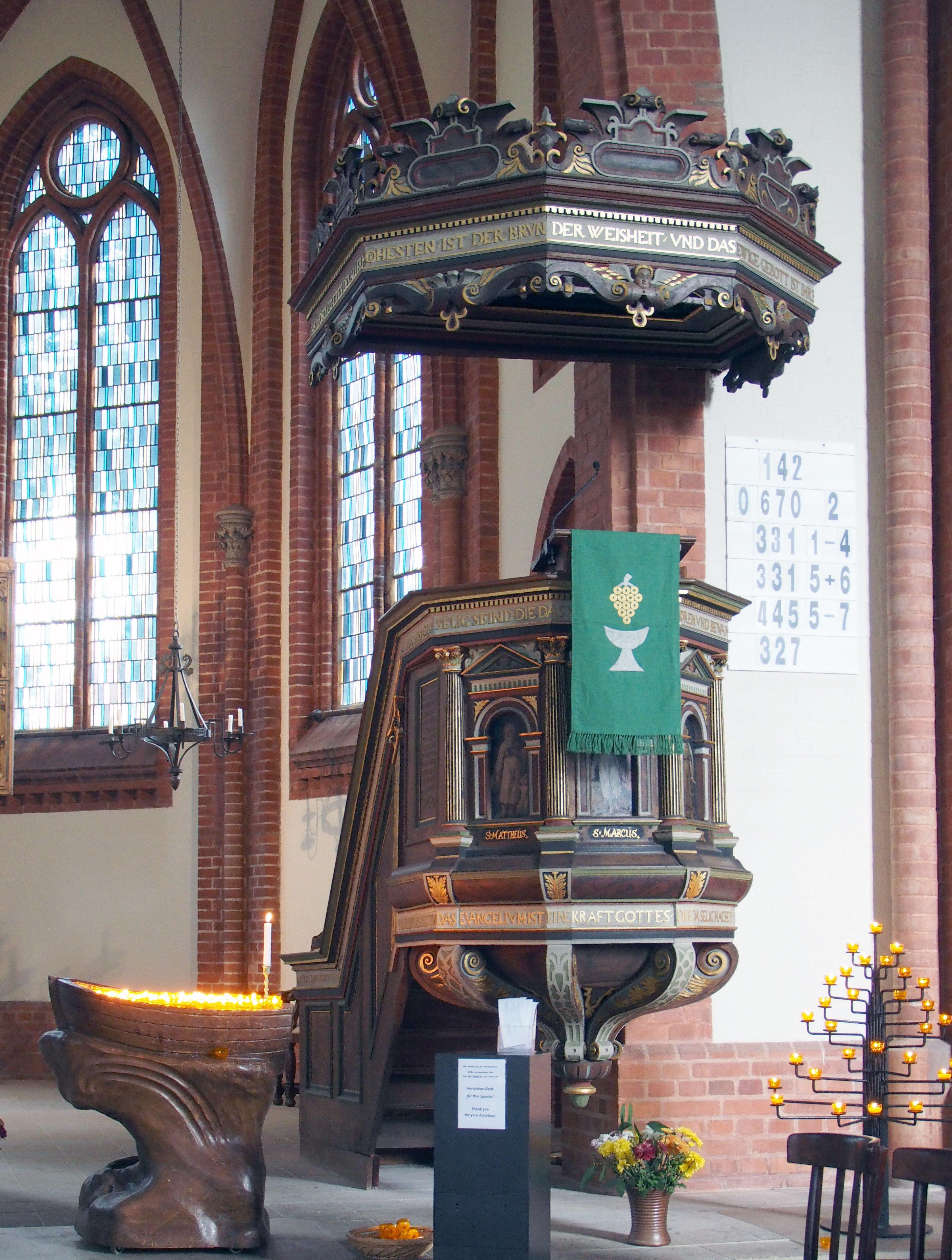
Renaissancekanzel

Der Altar wurde 2009 restauriert.

### Kanzel
Die Renaissancekanzel wurde 1591 von dem „in diesem Flecken wohnenden Schnitzger“ Hans Wegener gefertigt. Vor dem Abriss der alten Kirche wurde sie in das Rostocker Museum gegeben, 1965 restauriert, um wenige Teile ergänzt und wieder in die Kirche eingebaut. Auf dem Kanzelkorb finden sich durch korinthische Säulen getrennte Rundbogennischen, die von Giebelelementen überdeckt werden, mit Bildnissen der Evangelisten. 1970 erfolgte eine Restaurierung.

### Figuren

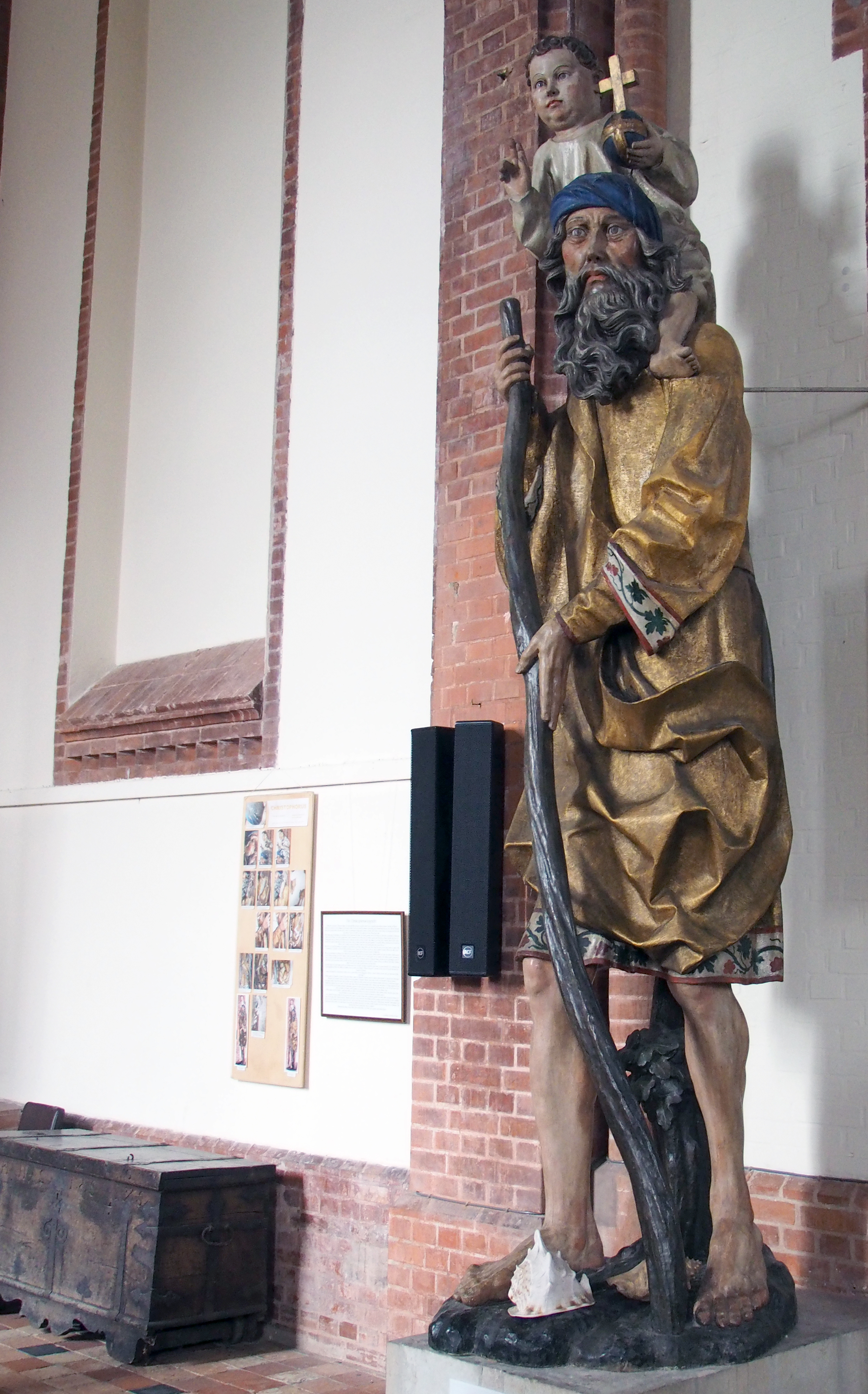
Christophorus-Figur (um 1500) Eiche, 3,72 m hoch

Im nördlichen Kirchenschiff links vor dem Chor steht die aus Eichenholz geschnitzte Figur eines Christophorus mit dem Jesuskind auf der Schulter und einer Größe von 3,72 Metern. In der Vorgängerkirche hatte die Statue, die aus dem letzten Viertel des 15. Jahrhunderts stammt, ihren Platz an der nördlichen Wand des Chores unter dem Triumphbogen. Sie wurde 2007 restauriert.

### Hausmarken

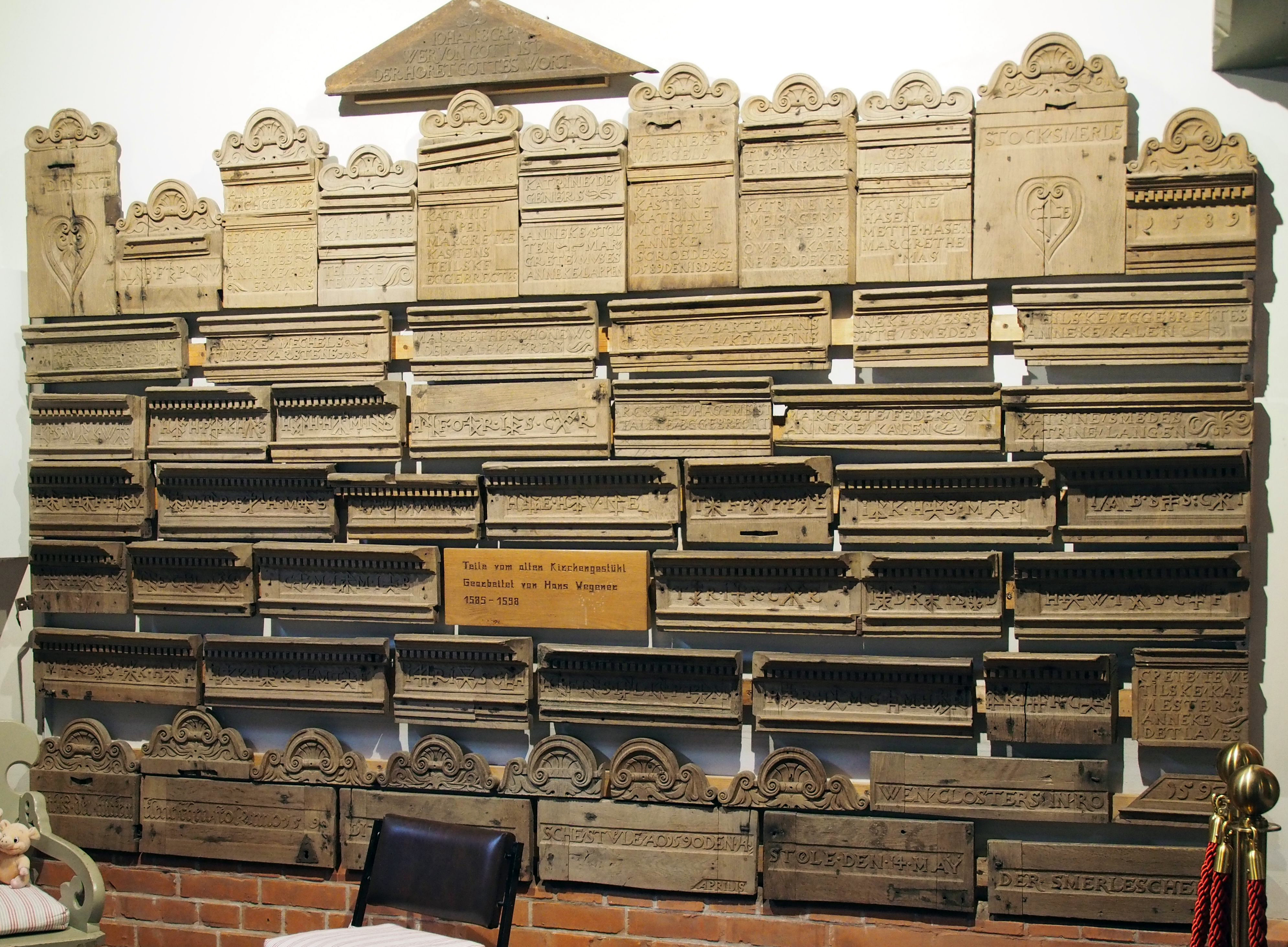
Warnemünder Hausmarken (1585–1598)

In Warnemünde haben seit Jahrhunderten Fischer und Schiffer mit Hilfe von runenartigen Hausmarken ihren Besitz gekennzeichnet. Dabei gehörte die Marke zum Haus, nicht zu einer Person oder Familie. Sie ging beim Besitzwechsel des Hauses an den neuen Besitzer über. Die Marken waren an Arbeitsgeräten, am Haus und auch am angestammten Platz in der Kirche angebracht. Beim Abriss der alten Kirche 1872 wurden eine Reihe dieser Hausmarken, die der Schnitzer Hans Wegener 1585–1598 gearbeitet hat, durch den Baumeister Wachenhusen gesichert und später in der neuen Kirche zu einer Schauwand zusammengestellt. Rechts neben dem Eingangsportal befindet sich diese einzigartige Dokumentation der heute andernorts größtenteils verloren gegangenen Marken.

### Votivschiffe

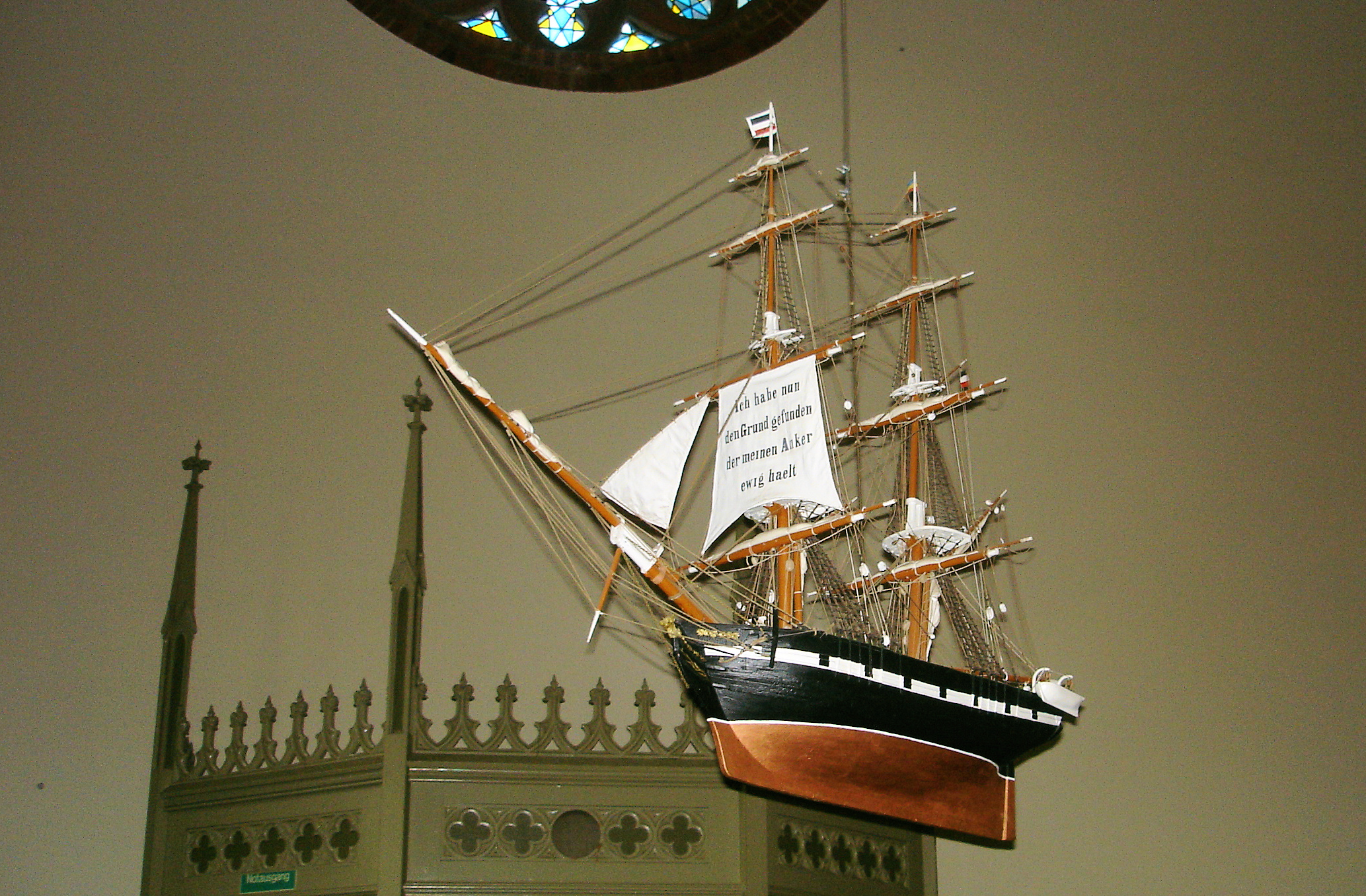
Votivschiff „Schnau“

In der Kirche hängen zwei Votivschiffe, wie sie in Kirchen des Ostseeraumes häufig zu finden sind und als Dank für die Bewahrung vor Schaden auf hoher See oder Rettung aus Seenot gestiftet wurden. Im südlichen Seitenschiff hängt die 1887 von Kapitän Heinrich Stuhr gebaute „Marie“, im nördlichen Seitenschiff die 1825 vom Lotsenkommandeur Jungmann gefertigte „Schnau“. Stifter waren die Lotsenkommandeure Davids und Stephan Jantzen. Das Segel der Schnau ziert der Vers eines Chorals von Johann Andreas Rothe: Ich habe nun den Grund gefunden, der meinen Anker ewig hält.

## Orgel

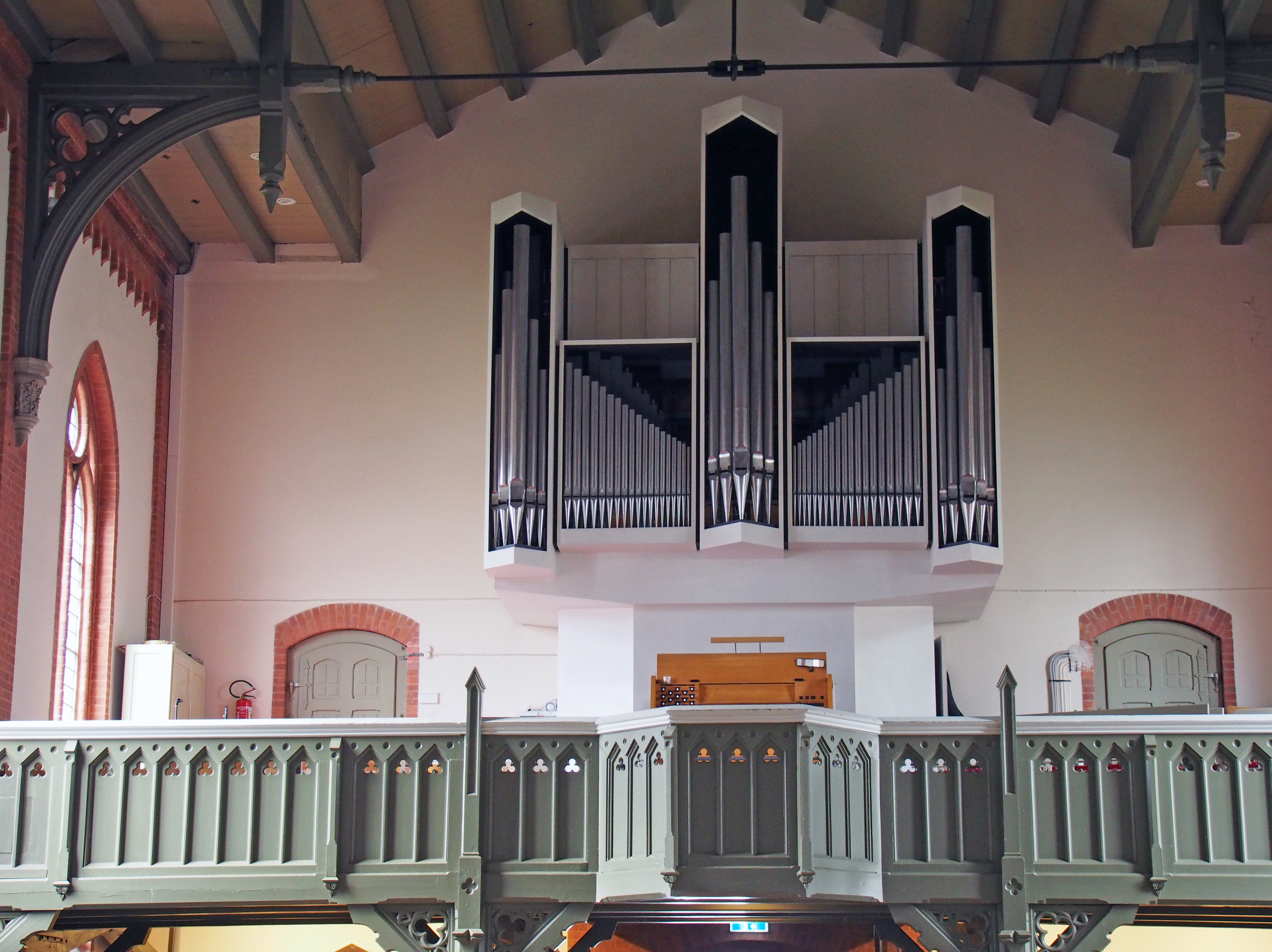
Orgelempore mit Orgel

Bis 1975 befand sich eine Orgel mit neogotischem Prospekt in der Kirche. 1975 wurde eine neue Orgel mit modernem Prospekt von der Firma Mitteldeutscher Orgelbau A. Voigt aus Bad Liebenwerda gebaut. Sie hat 1587 Pfeifen und 22 Register, zwei Manuale und Pedal. 1995 erfolgte eine Generalüberholung, bei der die pneumatische Registersteuerung mit einem an die mechanische Registertraktur angeschlossenen elektronischen Setzer versehen wurde, mit dem 512 Kombinationen der Registratur möglich sind.
| I Hauptwerk C–f3 |               |       |
| 1.               | Quintade      | 16′   |
| 2.               | Prinzipal     | 8′    |
| 3.               | Holzflöte     | 8′    |
| 4.               | Octave        | 4′    |
| 5.               | Nasal         | 2 ⁄3′ |
| 6.               | Waldflöte     | 2′    |
| 7.               | Mixtur IV–VII | 2′    |
| 8.               | Trompete      | 8′    |
|                  | Tremulant     |       |

| II Schwellwerk C–f3 |                |       |
| 9.                  | Holzgedackt    | 8′    |
| 10.                 | Harfpfeife     | 8′    |
| 11.                 | Rohrflöte      | 4′    |
| 12.                 | Prinzipal      | 2′    |
| 13.                 | Sesquialter II | 2 ⁄3′ |
| 14.                 | Spitzquinte    | 1 ⁄3′ |
| 15.                 | Zymbel III     | 1⁄2′  |
| 16.                 | Musette        | 8     |
|                     | Tremulant      |       |

| Pedal C–f1 |                 |     |
| 17.        | Subbass         | 16′ |
| 18.        | Prinzipal       | 8′  |
| 19.        | Bassflöte       | 8′  |
| 20.        | Pommer          | 4′  |
| 21.        | Rauschpfeife IV | 4′  |
| 22.        | Posaune         | 16′ |

- Koppeln: II/I, I/P, II/P.
- Spielhilfen: 512-fache elektronische Setzeranlage

## Glocken
1917 wurden die Glocken, alle Orgelpfeifen und die Kupferdrähte der Blitzableiter für Kriegszwecke abgegeben, lediglich die kleine Stahlglocke des Dachreiters und die von der Glockengießerwerkstatt Rickert de Monkehagen gegossene große Glocke aus dem Jahr 1433 verblieben wegen ihres kunsthistorischen Wertes in der Kirche. Zum 50-jährigen Bestehen der Kirche entschloss man sich zur Anschaffung eines neuen Geläuts. Um die Kosten dafür aufbringen zu können, gab man die Monkehagen-Glocke, die dann eingeschmolzen wurde, in Zahlung.
Das Geläut besteht aus zwei Eisenhartgussglocken mit den Inschriften:
1. Vorderseite: 1433 - 1921 / O Land, Land, Land - Höre des Herren Wort. Rückseite: Ulrich & Weule / Apolda - Bockenem
2. Vorderseite: Ulrich & Weule / Apolda - Bockenem.

Rückseite: 1921   /

As Dütschlands bestes Blod is flaten,

müsst ok uns’ Klock ehr Lewen laten.

In Not sall nu dis’ Klock von Isen

de follen sünd ihren, den Herrgott prisen.
Eine anstehende Maßnahme ist der Neuaufbau des Vierungsturmes über dem Firstkreuz und der Einbau der vorherigen Gebetsglocke in diesen Turm.

## Kantorei
Die Warnemünder Kantorei besteht aus etwa 150 Chorsängerinnen und Chorsänger, die hauptsächlich aus Warnemünde, aber auch anderen Rostocker Ortsteilen stammen. Gegliedert ist die Kantorei in den Großen Chor, den Jugendchor, den Großen und Kleinen Kinderchor sowie den Senioren- und Posaunenchor. Durch die Aufführung auch größerer Chor- und Orchesterwerke und Oratorien hat die Kantorei einen festen Platz in der Rostocker Musiklandschaft eingenommen.

## Pastoren
- Friedrich Avé-Lallemant (1807–1876), Pastor von 1857 bis 1869